# Esteban Becker
Esteban Becker (Bernal, 1964. augusztus 31. –) német-örmény-zsidó származású argentin labdarúgóedző, középpályás, az egyenlítői-guineai labdarúgó-válogatott szövetségi kapitánya.